# Alchemilla affinis
Alchemilla affinis é uma espécie de rosácea do gênero Alchemilla, pertencente à família Rosaceae.